# Chantilly Lace
Singles de The Big Bopper
Little Red Riding Hood
(1958)
Chantilly Lace est une chanson rock 'n' roll écrite et interprétée par Jiles Perry "The Big Bopper" Richardson en 1958.
Elle sera notamment reprise par Jerry Lee Lewis en 1972, atteignant la plus haute marche des classements country aux États-Unis et au Canada.

## Version de Big Bopper
Richardson écrit cette chanson en 1958 à l'arrière d'une voiture en compagnie de Huey Meaux, disc jockey de la région de Beaumont au Texas, durant un voyage reliant Port Arthur à Houston.
Les deux amis se rendent aux studios Gold Star du label D Records (en), propriété de Pappy Daily (en), pour enregistrer le titre The Purple People Eater Meets the Witch Doctor. Ce dernier doit tirer profit de deux succès de l'époque (Witch Doctor de David Seville et Purple People Eater de Sheb Wooley), Chantilly Lace étant réduit au rôle de bouche-trou pour la face B. Les radios en décideront autrement, répondant aux demandes des auditeurs.
Après avoir écoulé 25 000 exemplaires au Texas, Pappy Daily cède le titre à Mercury Records pour en garantir une diffusion à l'échelle nationale mais conserve les droits pour l'État du Texas. Ce sera le plus gros succès du label D Records.
Sortie durant l'été 1958, la chanson utilise la même progression d'accords que la chanson Sweet Little Sixteen de Chuck Berry, parue six mois plus tôt.
Elle atteint la 6e place au Billboard Hot 100, restant classée 25 semaines. Le titre restera également 15 semaines dans le classement R'n'B, culminant à la 3e place.
C'est la 3e chanson la plus jouée en 1958.
En 1959, Chantilly Lace devient la chanson éponyme de ce qui sera le seul album (MG 20402) de Big Bopper, celui-ci étant tué dans un accident d'avion le 3 février 1959, en compagnie de Buddy Holly et Richie Valens.

### Personnel
L'enregistrement produit par D Records sous la référence #1008 voit la participation des artistes suivants :
- Jiles "Big Bopper" Perry Richardson : voix
- Glenn Barber : guitare
- Hal Harris : guitare
- Floyd Tilmann : guitare rythmique
- Link Davis : saxophone
- Herb Remington : steel guitare
- Bill Kimbrought : batterie
- Doc Lewis : piano

### Paroles et chansons-réponses
En langue française, le titre de la chanson signifie « dentelle de Chantilly ».
Elle a pour thème un jeune homme flirtant au téléphone avec sa petite amie. Les paroles de la chanson ne font intervenir que l'homme, l'interlocutrice n'étant jamais entendue.
```
Hello, baby
Yeah, this is the Big Bopper speakin'
Oh, you sweet thing
Do I what? Will I what?
Oh baby, you know what I like
```

Chantilly Lace inspire la chanson-réponse That Makes It de Jayne Mansfield en 1965. Le thème raconte l'histoire d'une femme qui aurait pu être à l'autre bout du fil, via un "Oh Baby, that makes it" répondant au "Oh Baby You Know What I Like" de la chanson originale. Mansfield interprète cette chanson dans le film The Las Vegas Hillbillys (en) en 1966.
Bopper 486609 de Donna Dameron est aussi une chanson-réponse. Écrite par Big Bopper lui-même, sa diffusion devait avoir lieu en février 1959 mais à la suite du décès accidentel de Richardson, cela fut reporté au mois d'octobre de la même année.
Il semblerait que Donna Dameron soit le nom de scène de Elsie Richardson, la mère du Big Bopper.

## Version de Jerry Lee Lewis
Jerry Lee Lewis sort une reprise en 1972 chez Mercury Records (référence 73273).
Produite par Jerry Kennedy sur un arrangement de Cam Mullins, on trouve le titre Think About It Darlin' écrit par Jerry Foster et Bill Rice (en) sur la face B.
Sa version se classe 43e au Billboard Hot 100 mais n°1 au Billboard Hot Country Singles Chart dans lequel elle restera classée 15 semaines.
Elle atteint la première place au classement Country du Canada le 13 mai 1972.
| Classement                                | Meilleure position |
| ----------------------------------------- | ------------------ |
| États-Unis (Billboard Hot 100)            | 43                 |
| États-Unis (Billboard Hot Country Songs)  | 1                  |
| États-Unis (Billboard Adult Contemporary) | 23                 |
| Royaume-Uni (UK Single Charts)            | 33                 |
| Canada (RPM 100 Top Singles)              | 59                 |
| Canada (RPM Country Playlist)             | 1                  |

## Autres reprises
Bruce Channel, Cliff Richard ou encore les Nashville Teens font partie des artistes ayant repris cette chanson.
R. Stevie Moore enregistre une version punk rock en 1980.
Les Rolling Stones interprètent la chanson durant leur tournée The Rolling Stones European Tour 1982 (en).
Ivor Biggun alias Doc Cox (en) enregistre également la chanson : en exagérant les paroles, il la fait passer pour vulgaire et suggestive.

### Sampling
- En 1969, une partie des paroles de la chanson originale sont reprises dans le medley Good Old Rock'n Roll de Cat Mother and the All-Night Newboys[28].
- En 1986 sur l'album 5150 de Van Halen, on entend Sammy Hagar démarrer la chanson Good Enough en criant "Hello Baby!", imitant l'introduction de Big Bopper[29].
- Phil Lewis des L.A. Guns fait de même dans la chanson 17 Crash sur l'album Cocked & Loaded de 1989[30].
- La phrase "Oh Baby You Know What I Like" issue de la chanson est utilisée à deux reprises[31] en octobre 1989 par Jive Bunny and the Mastermixers dans le morceau That's What I Like.
- En 1993, le titre Diamonds and Pearls de General Levy est introduit par la phrase d'accroche Hello Baby![32].

### Adaptation en langue étrangère
| Année | Langue   | Titre              | Adaptation    | Interprète    |
| ----- | -------- | ------------------ | ------------- | ------------- |
| 1978  | Français | Au camp du bonheur | Eddy Mitchell | Eddy Mitchell |

## Utilisation dans les médias

### Cinéma
- En 1973 dans le film American Graffiti[34].
- La version de Jerry Lee Lewis est utilisée dans le film Juke Box (Lemon Popsicle) en 1978[35].
- En 1978 dans le film The Buddy Holly Story, Gailard Sartain interprète le titre, sans pour autant être crédité[36].
- En 1979 dans le film Cuba, on entend la version du Big Bopper durant une scène de striptease[37].
- Dans le film La Bamba en 1987[38].
- Dans le film Cocktail en 1988[39].
- Dans High Spirits, la même année[40].
- En 1989, le film Parents de Bob Balaban utilise à plusieurs reprises la version de Big Bopper[41].
- Paul Sutera interprète le titre dans le film True Romance en 1993[42].
- En 2006, la chanson est entendue dans Happy Feet, sans être présente sur l'album de la bande originale[43].
- En 2007 dans le film Walk Hard : The Dewey Cox Story[44].